# Mads Agesen
Mads Agesen, né le 13 mars 1983 à Thisted au Danemark, est un footballeur danois. Il évolue au Randers FC au poste de défenseur central.

## Biographie
Mads Agesen joue cinq matchs en Ligue Europa : trois avec l'AC Horsens et deux avec le Randers FC.